# Tray Tuomie
Tray Tuomie (* 30. April 1968 in Minneapolis, Minnesota) ist ein ehemaliger US-amerikanisch-deutscher Eishockeyspieler, der seit 2024 Cheftrainer des EC VSV ist. Zuvor gehörte er zwischen 2016 und 2021 dem Trainerstab der Augsburger Panther in der Deutschen Eishockey Liga an. Sein Sohn Parker ist ebenfalls Eishockeyspieler.

## Karriere
Tuomie begann seine Eishockeykarriere im Jahr 1989 an der University of Wisconsin–Madison und spielte zwei Jahre in der NCAA. 1991 ging er nach Europa zum ERC Haßfurt. Über den ERV Schweinfurt und den Berliner Schlittschuhclub kam er 1996 zum ETC Timmendorfer Strand, wo er in der Saison 1996/97 55 Mal an einem Tor beteiligt war – davon 23 mal als Torschütze. Nach einer Saison beim ETC Crimmitschau und einer Spielzeit beim EC Bad Nauheim kam er 1999 zum REV Bremerhaven, für den er vier Jahre in der Oberliga und der 2. Bundesliga aktiv war. Nach zwei Spielzeiten bei den Moskitos Essen und dem ERV Schweinfurt legte er von 2005 bis 2007 eine zweijährige Karrierepause ein, ehe er sich 2007 dem Oberligisten TEV Miesbach anschloss. Nach dieser Saison beendete Tuomie 2008 im Alter von 40 Jahren seine aktive Karriere.

## Trainerkarriere
In der Saison 2009/10 war er als Trainer der Weser Stars in der Regionalliga tätig, stand aber in den Play-offs für vier Spiele selbst als Spieler auf dem Eis. Zu Beginn der Saison 2010/11 wurde bekannt, dass Tuomie neuer Co-Trainer bei den DEG Metro Stars wird. Dort bildete er zusammen mit Jeff Tomlinson das Trainergespann. In seiner Arbeit als Trainer setzt Tuomie vor allem auf Nachwuchsförderung und -integration in die erste Mannschaft. Am 30. Mai 2012 unterschrieb Tuomie einen 1-Jahres-Vertrag als Co-Trainer bei den Nürnberg Ice Tigers. In der folgenden Spielzeit übernahm er die Position des Cheftrainers in Nürnberg. Wegen fehlender Konstanz und mehreren Niederlagen in Folge wurde Tray Tuomie am 20. Dezember 2014 von seinem Trainerposten freigestellt.
Im Mai 2016 wechselte er in den Trainerstab des DEL-Vereins Augsburger Panther und wurde dort Assistent von Mike Stewart. Im Mai 2019 wurde er nach dem Weggang von Stewart zum Cheftrainer befördert. Am 20. April 2021 gab der Verein bekannt, dass der auslaufende Vertrag mit Tuomie nicht verlängert werde.  Von Oktober 2021 bis März 2022 war er Cheftrainer beim ESV Kaufbeuren in der DEL2. Seine nächste Station war Ritten Sport aus der Alps Hockey League, mit dem er die Meisterschaft gewann, ehe er zur Saison 2024/25 Cheftrainer beim EC VSV wurde.

## Karrierestatistik
(Legende zur Spielerstatistik: Sp oder GP = absolvierte Spiele; T oder G = erzielte Tore; V oder A = erzielte Assists; Pkt oder Pts = erzielte Scorerpunkte; SM oder PIM = erhaltene Strafminuten; +/− = Plus/Minus-Bilanz; PP = erzielte Überzahltore; SH = erzielte Unterzahltore; GW = erzielte Siegtore; 1 Play-downs/Relegation; Kursiv: Statistik nicht vollständig)